# Lloyd Saunders-emlékkupa
A Lloyd Saunders-emlékkupa egy trófea az észak-amerikai Western Hockey League junior jégkorongligában. Minden szezon végén az a csapatigazgató kapja, akit a legjobbnak ítélnek. A trófeát Lloyd Saunders kommentátorról nevezték el.

## A díjazottak
| Év        | Csapatigazgató   | Csapat                |
| --------- | ---------------- | --------------------- |
| 2014–2015 | Kelly McCrimmon  | Brandon Wheat Kings   |
| 2013–2014 | Cam Hope         | Victoria Royals       |
| 2012–2013 | Bob Green        | Edmonton Oil Kings    |
| 2011–2012 | Bob Green        | Edmonton Oil Kings    |
| 2010–2011 | Lorne Molleken   | Saskatoon Blades      |
| 2009–2010 | Kelly McCrimmon  | Brandon Wheat Kings   |
| 2008–2009 | Kelly Kisio      | Calgary Hitmen        |
| 2007–2008 | Bob Tory         | Tri-City Americans    |
| 2006–2007 | Bob Tory         | Tri-City Americans    |
| 2005–2006 | Scott Bonner     | Vancouver Giants      |
| 2004–2005 | Jeff Chynoweth   | Kootenay Ice          |
| 2003–2004 | Kelly Kisio      | Calgary Hitmen        |
| 2002–2003 | Bruce Hamilton   | Kelowna Rockets       |
| 2001–2002 | Brad McEwen      | Swift Current Broncos |
| 2000–2001 | Brent Sutter     | Red Deer Rebels       |
| 1999–2000 | Tim Speltz       | Spokane Chiefs        |
| 1998–1999 | Don Hay          | Tri-City Americans    |
| 1997–1998 | Ken Hodge        | Portland Winter Hawks |
| 1996–1997 | Todd McLellan    | Swift Current Broncos |
| 1995–1996 | Tim Speltz       | Spokane Chiefs        |
| 1994–1995 | Kelly McCrimmon  | Brandon Wheat Kings   |
| 1993–1994 | Bob Brown        | Kamloops Blazers      |
| 1992–1993 | Bruce Hamilton   | Tacoma Rockets        |
| 1991–1992 | Daryl Lubiniecki | Saskatoon Blades      |
| 1990–1991 | Bob Brown        | Kamloops Blazers      |
| 1989–1990 | Russ Farwell     | Seattle Thunderbirds  |
| 1988–1989 | Dennis Beyak     | Saskatoon Blades      |
| 1987–1988 | Jim Loria        | Spokane Chiefs        |